# Gamasomorpha camelina
Gamasomorpha camelina es una especie de arañas araneomorfas de la familia Oonopidae.

## Distribución geográfica
Es endémica de Singapur.